# 新天文学

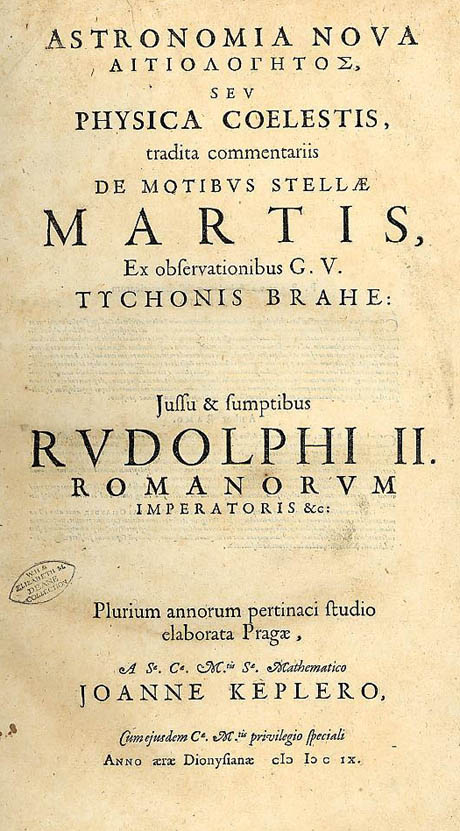
1609年版的《新天文學》封面。

《新天文學》（拉丁語：Astronomia nova）是德國天文學家約翰內斯·克卜勒觀測火星運行十年的記錄，出版於1609年。

## 背景
新天文學一般被認為是科學革命期間最重要的學術著作之一。在這之前尼古拉·哥白尼於1543年的《天體運行論》提出他的日心說模型。哥白尼的模型並非完整的物理描述，主要是用以解釋行星運動。克卜勒則是尋求一個完整的行星運動物理模式。

## 內容架構

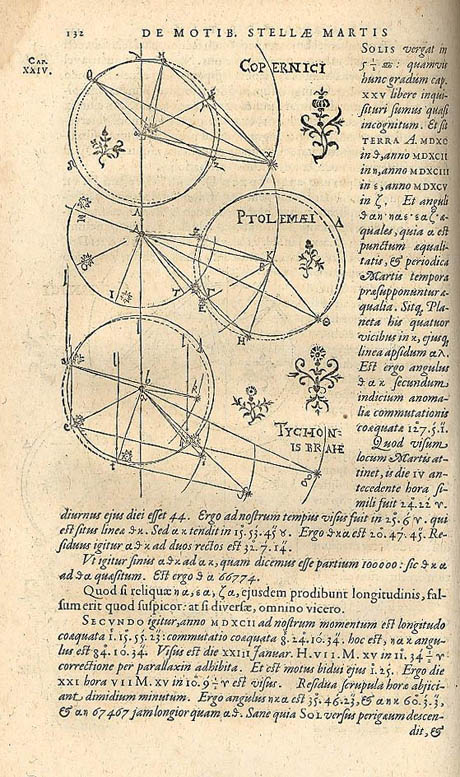
克卜勒之前三種行星運動模式的示意圖。

在英文版的完整標題是New Astronomy, Based upon Causes, or Celestial Physics, Treated by Means of Commentaries on the Motions of the Star Mars, from the Observations of Tycho Brahe, Gent.。在長達650頁的英文翻譯版中，該書以現代人的觀點，使用冗長而複雜的方式解釋行星運動。克卜勒的觀測資料也基於丹麥天文學家第谷·布拉赫的觀測資料。
該書共分五個段落。第一段是解釋在之前已存在的三種行星運動模型；分別是古埃及天文學家托勒密、波蘭天文學家尼古拉·哥白尼和丹麥天文學家第谷·布拉赫的模型，而這三種模型都基於相同的觀測基礎上。這三種模型對於近年的行星運動位置有相同的預測，但在歷史觀測記錄上三種模型差異甚大，而且無法預測未來行星精確位置。
在第一部分中開普勒大力調查第谷布拉赫的數據錯誤。開普勒還質疑地球或太陽基於使用的模型圍繞中心移動的軌道有一定比例。他認為，計算依據的關鍵應該是測量太陽在天空的實際位置，而不是平太陽日；在很大程度上增加了模型的不確定性，開啟了進一步調查。
在第二部分克卜勒指出，根據第谷的精確觀測數據，現有模型無法做出簡單的行星運動重建。他發現的差異使他提出新的行星運動模型來解釋。
第三部分是關於重力的討論。
第四部分是他發現火星軌道並非圓形，而是四種圓錐曲線中的橢圓形。
第五部份克卜勒認為太陽並非固定在太空中，而是在太空中有運行軌道。

## 克卜勒定律
該書提出了今日被稱為克卜勒定律三大定律的前兩個：
- 每一個行星都沿各自的橢圓軌道環繞太陽，而太陽則處在橢圓的一個焦點中。
- 在相等時間內，太陽和運動著的行星的連線所掃過的面積都是相等的。

實際上，第二定律比第一定律更早被克卜勒發現。他在第32章提到行星運動的速度與太陽的距離成反比，因此他可以在加入距離的測量或者基於弧形軌道決定行星位置的變化。
然而，開普勒的“範圍和時間的原則”（area-time principle）使計算行星位置相當不便。開普勒將行星軌道分成數個參數分別計算，再將所有問題整合；但他不能確定各行星位置和運動，因為行星的速度總是不斷變化的。這種矛盾現象，稱為“開普勒問題”（Kepler Problem），促使微積分的發展。

## 克卜勒第三定律
克卜勒第三定律則是在十年後他於1619年出版的《世界的和諧》（Harmonices Mundi）中提出。他發現各個行星繞太陽公轉周期的平方和它們的橢圓軌道的半長軸的立方成正比。

## 慶祝活動
2009國際天文年時有該書出版滿400周年的紀念活動，於全球天文年的相關活動中展出。在台北中正紀念堂的「2009科學季：仰觀蒼穹四百年」特展中曾於2009年9月11日至13日在展出3天。

## 外部連結
- ThinkQuest Challenge - Astronomia nova
- Origins of Modernity - Kepler: Astronomia nova